# Adenitis equina

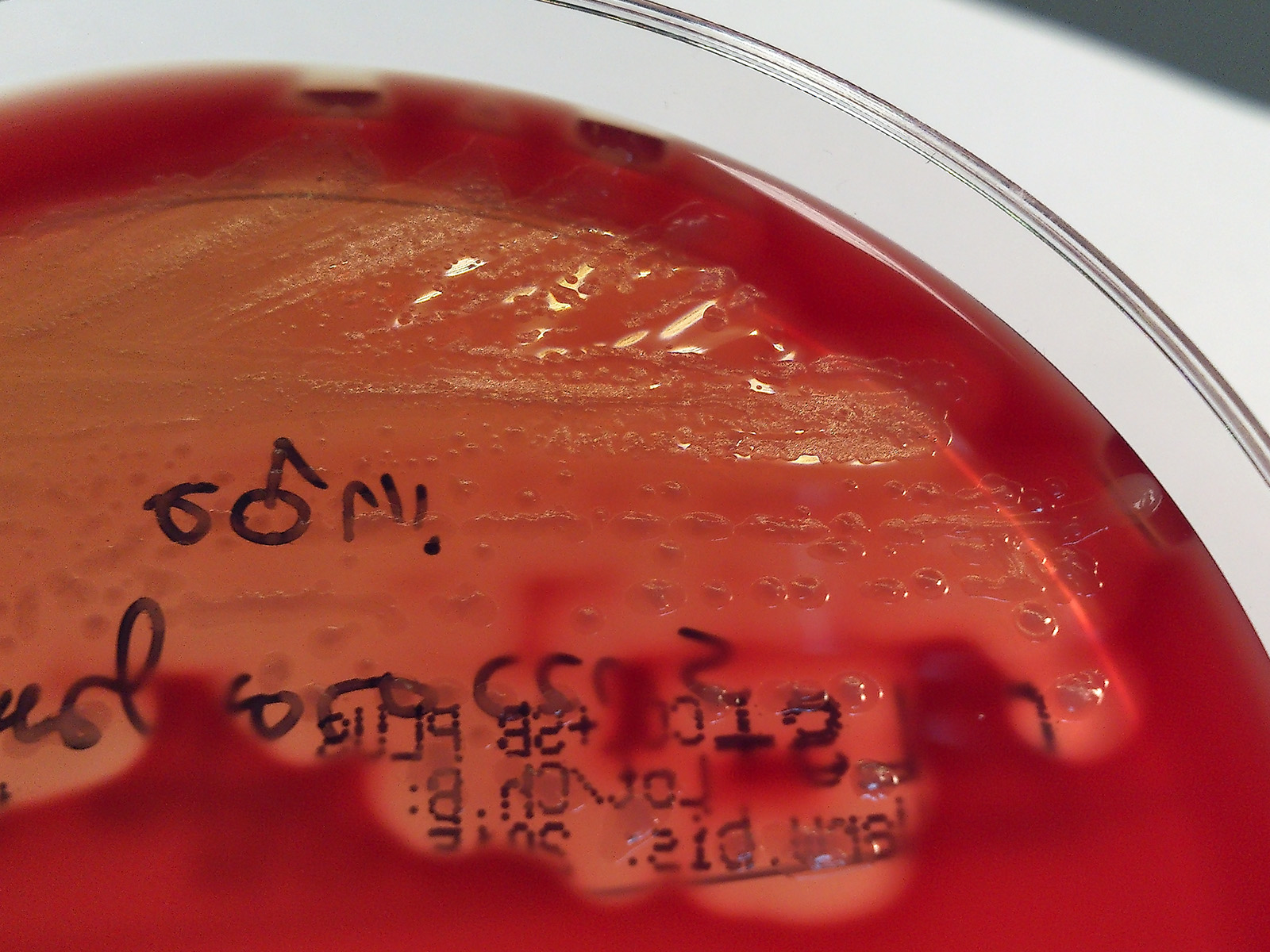
Streptococcus equi en medio de cultivo

La adenitis equina, también llamada parotiditis equina o gurma, es una enfermedad infecciosa aguda del tracto respiratorio superior que afecta a los caballos y otros équidos. Está provocada por el Streptococcus equi subsp. equi. Existe una vacuna preventiva.

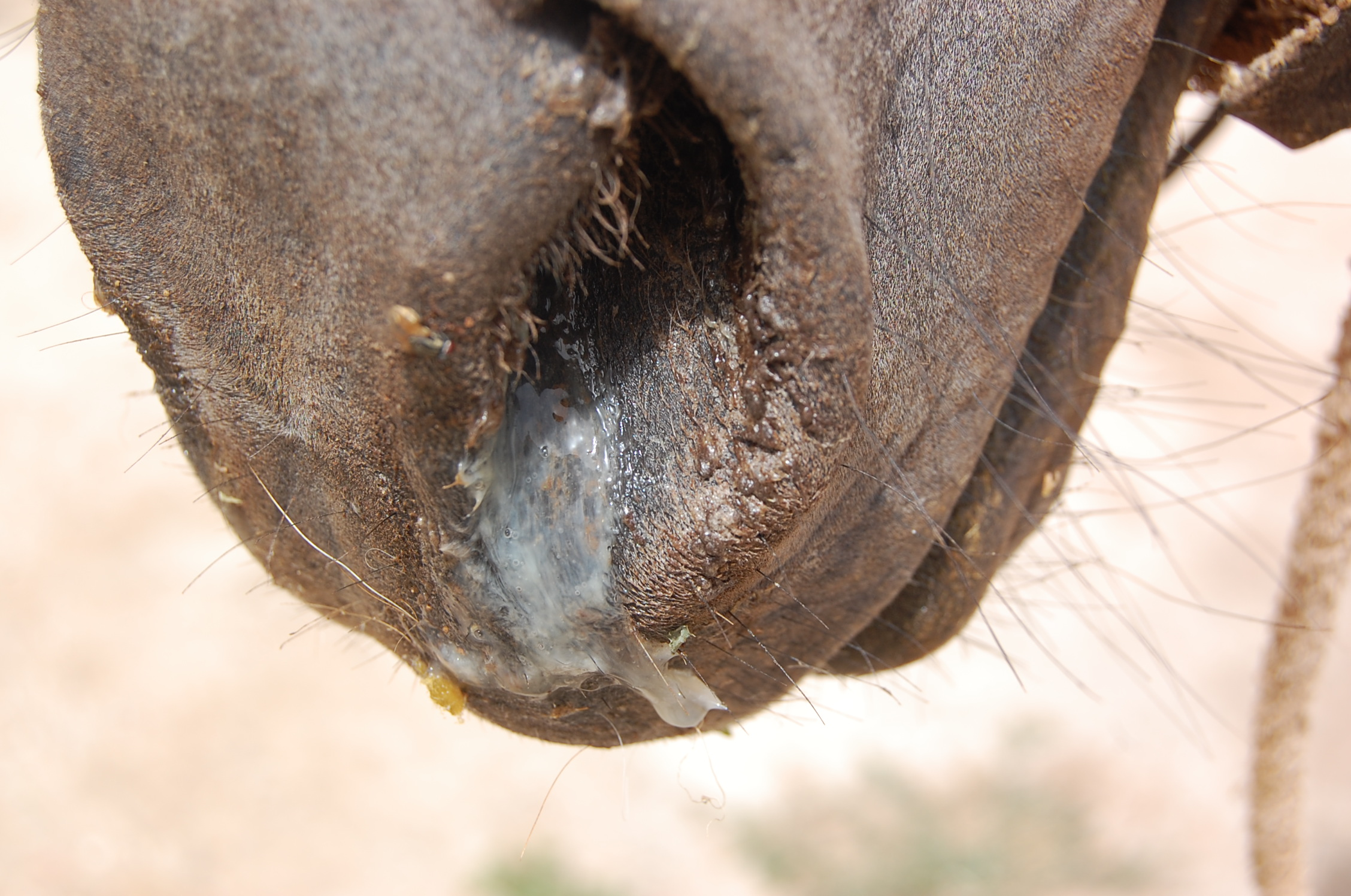
Caballo afectado por adenitis equina

## Síntomas
Cursa con inflamación de las vías aéreas superiores, aumento de tamaño de los nódulos linfáticos de la región y exudación purulenta a través de las fosas nasales.

## Epidemiología
La enfermedad es muy contagiosa, el periodo de incubación es de alrededor de cuatro días, aunque puede prolongarse hasta los 15. Son susceptibles de padecerla los caballos de cualquier edad, pero es más frecuente en los animales menores de cinco años.

## Complicaciones
Puede provocar diversas complicaciones, entre ellas septicemia, formación de abscesos, encefalitis, artritis, miositis y púrpura hemorrágica. La mortalidad es de alrededor del 8%.